# Morinda
Morinda és un gènere de plantes de la família de les rubiàcies (Rubiaceae).

## Particularitats
Les espècies d'aquest gènere són generalment mates o arbres petits que es troben a les regions tropicals del planeta.

## Llista d'espècies
Hi ha unes 80 espècies. Cal destacar:
- Morinda angustifolia
- Morinda asteroscepa
- Morinda citrifolia - Nonier, gran morinda o aal; noni (fruit)
- Morinda fasciculata
- Morinda longiflora
- Morinda lucida
- Morinda nana
- Morinda officinalis
- Morinda parvifolia
- Morinda pubescens
- Morinda tinctoria
- Morinda trimera
- Morinda umbellata

- Llista completa